# Izoleucin
Izoleucin (Ile, I) je esencijalna aminokiselina (ljudsko telo je ne može sintetizovati).
CH3CH2CH2(CH3)CHNH2COOH 
 
2-amin-3-metil-pentatonska kiselina.
Izoleucin se sintetizuje u biljkama i mikroorganizmima u nekoliko koraka počevši od piruvata i alfa-ketoglutarata.
Bogat izvor izoleucina u prehrani su jaja, piletina, svinjetina, bravetina, soja, sir i mleko.

## Literatura
- Кораћевић, Даринка; Бјелаковић, Гордана; Ђорђевић, Видосава. Биохемија. савремена администрација. ISBN 978-86-387-0622-8.

## Spoljašnje veze
- Bionet škola Архивирано на веб-сајту  (2. март 2014)
- Mediji vezani za članak Izoleucin na Vikimedijinoj ostavi